# Bee Season
Bee Season is een Amerikaanse dramafilm uit 2005 van Scott McGehee en David Siegel met Richard Gere en Flora Cross in de hoofdrollen. De film ging op 3 september 2005 in première op het Filmfestival van Telluride. Hij werd op middelmatige beoordelingen onthaald.

## Verhaal
Als professor Jodendom Saul Naumann hoort dat zijn elfjarige dochter Eliza een spellingwedstrijd won, wordt ze het middelpunt van zijn belangstelling. Geïnspireerd door de kabbala laat Saul haar nieuwe woorden instuderen en geeft hij haar les in de leer van de Joodse mysticus Abraham Abulafia die het spellinggebeuren tot een religieuze ervaring verhief.
Zoon Aaron is opgevoed tot een devoot Jood, maar belandt in een religieuze identiteitscrisis. Hij ontmoet het meisje Chali, die hem in de Hare Krishna-beweging introduceert. Hij verwerpt de religieuze ideeën van zijn vader en wordt lid van de beweging. Hij vertelt Eliza dat hun vader over alles en iedereen controle probeert uit te oefenen.
Hun moeder Miriam blijkt er een geheim leven als kleptomane op na te houden nadat ze wordt betrapt in een huis. Al jaren verzamelt ze op die manier allerlei glanzende prullaria die ze ophangt in een soort omgekeerde bomen. Daarmee wil ze het licht van God vangen om het "tikkun olam", het "herstellen van de wereld", te bereiken; een idee dat ze van Saul leerde. Na haar arrestatie belandt ze in een instelling en wil er niet meer weg.
Eliza stoot inmiddels door tot de nationale spellingwedstrijd, maar beseft tegelijkertijd hoe haar gift heeft bijgedragen tot het uiteenvallen van het gezin. Daarom spelt ze het woord waarmee ze de wedstrijd had kunnen winnen (origami) met opzet verkeerd (origamy) en eindigt tweede.

## Rolverdeling
| Acteur           | Personage      | Opmerking                                       |
| ---------------- | -------------- | ----------------------------------------------- |
| Flora Cross      | Eliza Naumann  | Elfjarig meisje en getalenteerd speller         |
| Richard Gere     | Saul Naumann   | Professor en Eliza's vader                      |
| Juliette Binoche | Miriam Naumann | Laborante en Eliza's moeder                     |
| Max Minghella    | Aaron Naumann  | Eliza's oudere broer                            |
| Kate Bosworth    | Chali          | Hare Krishnameisje waarmee Aaron bevriend raakt |